# D-moll (группа)
D-moll — черногорская вокальная группа, которая представила свою страну на конкурсе песни «Евровидение-2019» в Тель-Авиве.
Они были выбраны, чтобы представлять Черногорию в конкурсе 2019 года после победы на национальном отборе страны. В первой половине первого полуфинала в Тель-Авиве они исполнили свою песню «Heaven». Песня заняла 16 место и в финал не прошла.